# Bénitier de Jugon-les-Lacs

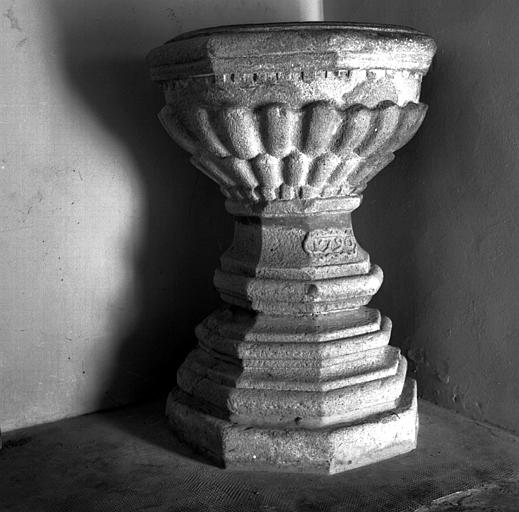
Bénitier de Jugon-les-Lacs

Le bénitier de l'église Notre-Dame à Jugon-les-Lacs, une commune du département des Côtes-d'Armor dans la région Bretagne en France, date de 1790. Le bénitier en granite est inscrit monument historique au titre d'objet depuis le 17 novembre 1969.